# Thysananthus minor
Thysananthus minor là một loài Rêu trong họ Lejeuneaceae. Loài này được Verd. mô tả khoa học đầu tiên năm 1933.